# Dixie (serial animowany)
Dixie – polski serial rysunkowy, zrealizowany w Studiu Miniatur Filmowych w Warszawie w latach 1981-1982. Opowiada on o przygodach bliźniąt, Marka i Karoliny, podróżujących czerwonym, mówiącym ludzkim głosem samochodem imieniem Dixie. Oprócz dwójki dzieci podróżują także Wpółdopiątak i sympatyczny czart Kel.
Serial jest ekranizacją książki Agnieszki Osieckiej, która jest jednocześnie autorką dialogów. Muzykę do Dixie napisał Waldemar Kazanecki, a odcinki wyreżyserowali Leszek Gałysz, Roman Huszczo oraz Leszek Komorowski.

## Obsada głosowa
- Ewa Błaszczyk – samochodzik Dixie
- Ewa Złotowska – Karolina
- Marek Kondrat – Kel
- Jan Kobuszewski – Rycerz Ogrodnik (odc. 5)
- Wiesław Michnikowski – Smok słoik (odc. 5)

## Fabuła
W pierwszym odcinku bajki bliźniaki, Karolina i Marek, znajdują pod przykryciem samochód, który nazywany był Dixie. Potrafi mówić ludzkim głosem w czasie podróży. Jadąc samochodem, dzieci zwiedzały Budyniowe Gaje, potem poznały Wpółdopiątaka i Kela, jechały od Ogórkowego ogrodu, aż po krainę błot i Ptaszewo.

## Lista odcinków
- Budyniowe gaje
- Piątaki
- Szalony kelner
- Łatwizna
- Sezon ogórkowy
- W krainie błot
- Witajcie w Ptaszewie